# Sybra excavatipennis
Sybra excavatipennis là một loài bọ cánh cứng trong họ Cerambycidae.